# ديزي ديفيس
ديزي ديفيس (بالإنجليزية: Daisy Davis)‏ هو لاعب كرة قاعدة أمريكي، ولد في 28 نوفمبر 1858 في بوسطن في الولايات المتحدة، وتوفي في 5 نوفمبر 1902 في لين في الولايات المتحدة.

## وصلات خارجية
- ديزي ديفيس على موقعبيزبول رفرنس.كوم (الدوري الرئيسي) (الإنجليزية)
- ديزي ديفيس على موقعبيزبول رفرنس.كوم (الدوري الثانوي) (الإنجليزية)